# 伊夫里拉巴塔耶
伊夫里拉巴塔耶（法語：Ivry-la-Bataille，法語發音：[ivʁi la bataj]）是法国厄尔省的一个市镇，位于该省东南部，和厄尔-卢瓦省接壤，属于埃夫勒区。这里曾是伊夫里战役的发生地。

## 地理
伊夫里拉巴塔耶（48°53'1"N, 1°27'39"E）面积7.76 平方千米，位于法国诺曼底大区厄尔省，该省份为法国北部内陆省份，北起滨海塞纳省，西接奧恩省和卡爾瓦多斯省，南至厄尔-卢瓦省，东临瓦兹省、瓦兹河谷省和伊夫林省。
与伊夫里拉巴塔耶接壤的市镇（或旧市镇、城区）包括：拉库蒂尔-布塞、厄尔河畔埃济、厄尔河畔加雷讷、拉绍塞迪夫里。

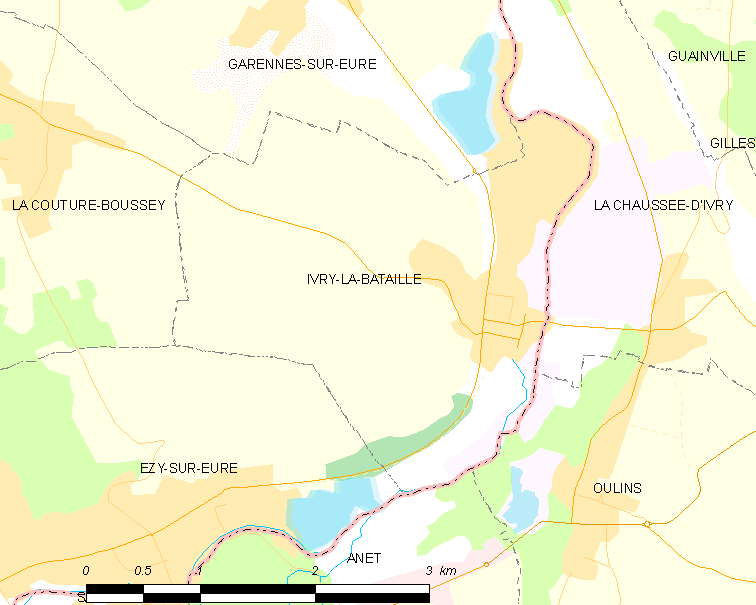
伊夫里拉巴塔耶的OSM定位图

伊夫里拉巴塔耶的时区为UTC+01:00、UTC+02:00（夏令时）。

## 行政
伊夫里拉巴塔耶的邮政编码为27540，INSEE市镇编码为27355。

## 政治
伊夫里拉巴塔耶所属的省级选区为圣安德烈德勒尔县。

## 人口

1962-2008年间伊夫里拉巴塔耶人口变化图示

伊夫里拉巴塔耶于2022年1月1日时的人口数量为2640人。